# Камаричи
Камаричи — посёлок в Озёрском городском округе, до 2014 года входил в состав Гавриловского сельского поселения.

## География
Посёлок расположен в 13 км на восток от посёлка Гаврилово и в 30 км на восток от Озёрска.

## История
Посёлок образован после Второй мировой войны в составе Гавриловского сельсовета Озерского района.

## Население
| 2002 | 2010 |
| ---- | ---- |
| 20   | ↗31  |